# عبد الله بيل باجي
عبد الله هندولو بيل باجي (من مواليد 28 أبريل 1992) هو لاعب كرة قدم سيراليوني محترف يلعب كجناح في نادي هافانت وواترلوفيل التابع للرابطة الوطنية .
وُلد بيل باجي في سيراليون ، وكان يمثل منتخب إنجلترا تحت 16 عامًا والمنتخب الإنجليزي لأقل من 17 عامًا قبل أن يفوز بلقب سيراليون في عام 2013. كان لاعبًا سابقًا في ريدينغ، وقد لعب على سبيل الإعارة مع روثرهام يونايتد وبورت فايل وكراولي تاون وتعاقد لفترة وجيزة مع يوفيل تاون وهايز ويدينج يونايتد.